# Romulus Linney
Romulus Linney (n. 21 septembrie 1930, Pennsylvania, SUA – d. 15 ianuarie 2011, Germantown⁠(d), New York, SUA) a fost un dramaturg american.